# زمین‌لرزه ۱۹۸۳ بیگا
زمین‌لرزه بیگا  در تاریخ ۵ ژوئیه ۱۹۸۳ میلادی، برابر با ‎۱۴ تیر ۱۳۶۲، ساعت ۱۲:۰۱:۲۷ به زمان یوتی‌سی در ترکیه ، منطقه بیگا رخ داد. ژرفای این زلزله ۱۵ کیلومتر بود، و بزرگی آن ۶٫۱ در مقیاس Mw اعلام شده‌است. زمین‌لرزه به وقت محلی در روز سه‌شنبه، ساعت ۱۴ روی داده و منطقه زمانی آن یوتی‌سی +۲ بوده‌است (با لحاظ تغییر ساعت تابستانی).
سازمان زمین‌شناسی آمریکا نیز رومرکز این زمین‌لرزه را در مختصات ۴۰°۱۹′۲۶″شمالی ۲۷°۱۳′۱۹″شرقی / ۴۰٫۳۲۴°شمالی ۲۷٫۲۲۲°شرقی و ژرفای آنرا در ۱۰ کیلومتر گزارش کرده‌است. بزرگی برگزیدهٔ این سازمان از میان بزرگیهای محاسبه‌شدهٔ مختلف ۵٫۹ در مقیاس ML بوده و از دید اثر، در میان چهار دسته‌بندی «نامحسوس»، «محسوس»، «زیان‌آور» یا «با تلفات»، زلزله را «با تلفات» اعلام کرده‌است.
پروژهٔ «تنسور گشتاور مرکزوار» زاویه‌های (راستا، شیب، ریک) گسل سازندهٔ زمین‌لرزه و صفحه عمود بر آنرا (°۲۵۴، °۴۹، °۱۷۳-) یا (°۱۶۰، °۸۵، °۴۱-) و نوع گسل را «امتدادلغز» فرارسانده‌است.
شمار کشتگان زلزله حدود ۵ نفر بوده‌است.تعداد زخمیان ۲۵ نفر برآورده شده‌است.